# Cacau
Claudemir Jerônimo Barretto (* 27. března 1981, Santo André, Brazílie), známý jako Cacau, je bývalý německý fotbalový útočník narozený v Brazílii. Kariéru ukončil v roce 2016 v německém týmu Stuttgartu, kde odehrál většinu své kariéry.

## Reprezentační kariéra
Stal se německým reprezentantem. Byl nominován na mistrovství světa 2010 v Jihoafrické republice.
V letech 2009–2012 odehrál za německý národní tým celkem 23 utkání, v nichž šestkrát skóroval.

## Osobní život
Cacau je ženatý, má dceru a syna.